# Sąd Najwyższy Zjednoczonego Królestwa
Sąd Najwyższy Zjednoczonego Królestwa (ang. Supreme Court of the United Kingdom) – organ sądowniczy Zjednoczonego Królestwa Wielkiej Brytanii i Irlandii Północnej będący najwyższą instancją i sądem apelacyjnym w zakresie prawa angielskiego, walijskiego, północnoirlandzkiego i szkockiego (z wyjątkiem szkockiego prawa karnego, w odniesieniu do którego ostateczną jurysdykcję apelacyjną posiada High Court of Justiciary). Posiada właściwość do rozstrzygania sporów kompetencyjnych z zakresu dewolucji oraz oceny legalności prawodawstwa wydawanego przez organy powstałe w wyniku procesu dewolucji władzy publicznej.

## Geneza, kompetencje i skład
Powstał na mocy ustawy o reformie konstytucyjnej z 2005 (Constitutional Reform Act 2005) i rozpoczął działalność 1 października 2009. Przejął kompetencje sądownicze Izby Lordów. oraz uprawnienia dotyczące spraw dewolucji wykonywane wcześniej przez Komitet Sądowniczy Tajnej Rady (Judicial Committee of the Privy Council).
Sąd nie ma uprawnień do uchylania norm brytyjskiego ustawodawstwa parlamentarnego (ang. primary legislation), natomiast ma kompetencję do obalania przepisów brytyjskiego prawa delegowanego (ang. secondary legislation).
Organ składa się z 12 członków (sędziów – ang. Justices), w tym prezesa (ang. the President) i zastępcę prezesa (ang. the Deputy President). Od 2012 prezesem Sądu jest Lord Neuberger of Abbotsbury.

## Wyrok dotyczącyBrexitu
Jednym z kluczowych rozstrzygnięć Sądu Najwyższego w sprawach ustrojowych Zjednoczonego Królestwa jest wyrok z 24 stycznia 2017 stwierdzający, że proces wystąpienia Wielkiej Brytanii z Unii Europejskiej może być rozpoczęty po uprzedniej zgodzie parlamentu brytyjskiego. Sąd przy tym orzekł, że rząd nie ma obowiązku uzyskania zgody Parlamentu Szkockiego, Walijskiego Zgromadzenia Narodowego i Zgromadzenia Irlandii Północnej.